# Banana Yoshimoto
Banana Yoshimoto  (吉本ばなな?, Yoshimoto Banana), pseudonimo di Mahoko Yoshimoto (吉本真秀子?, Yoshimoto Mahoko) (Tokyo, 24 luglio 1964) è una scrittrice giapponese.
Dal 2002 al 2015 ha scritto il suo nome in hiragana よしもとばなな.

## Biografia
Banana Yoshimoto, figlia di Takaaki Yoshimoto (noto anche come Ryūmei Yoshimoto), uno dei più importanti e famosi poeti e critici letterari giapponesi degli anni sessanta, è nata a Tokyo il 24 luglio 1964. La sorella di Banana, Haruno Yoiko, è una conosciuta disegnatrice di anime giapponesi. Si laurea al college delle arti dell'Università Nihon con una specializzazione in letteratura. Durante quel periodo prese ad usare il suo pseudonimo, Banana, un nome che giudica "carino" e "volutamente androgino".

## Carriera
Nel 1987, mentre lavora come cameriera in un golf-club, Banana comincia la sua carriera di scrittrice. Uno degli autori che la influenza maggiormente è Stephen King, specialmente per quanto riguarda le sue storie non horror. 
Il suo primo libro, Kitchen, ebbe un successo immediato con oltre 60 ristampe nel solo Giappone. Due film sono stati inoltre girati sul romanzo, uno per la TV giapponese e una versione prodotta a Hong Kong da Yim Ho nel 1997. Banana vinse, sempre per Kitchen, il 6th Kaien Newcomer Writers Prize nel novembre del 1987, l'Umitsubame First Novel Prize ed infine il 16° Izumi Kyoka Literary Prize nel gennaio del 1988.
Un altro dei suoi libri, Tsugumi, venne trasposto a sua volta in un film diretto da Jun Ichikawa nel 1990. Il libro tuttavia riscosse pareri contrastanti. Diversi critici pensano che parte del suo lavoro sia superficiale e commerciale; i suoi lettori al contrario pensano che nei suoi libri descriva perfettamente cosa vuol dire essere giovani e frustrati nel Giappone moderno e nelle sue odissee emotive e psicologiche che presenta nei personaggi chiunque può esserne ritratto. Yoshimoto stessa identifica i suoi due temi principali nello "sfinimento della gioventù nel Giappone contemporaneo" e "il modo in cui le esperienze terribili influiscano nella vita di una persona". I suoi libri possono essere divertenti e di svago, ma hanno sempre riferimenti all'ideologia tradizionale giapponese e contengono riflessioni sulla vita, la morte, l'amicizia, l'amore e la ragione, temi molto cari alla scrittrice, a cui piace farli percepire tra i limiti nelle sue opere.
Sebbene i critici non la considerino ancora una "grande" della letteratura, Yoshimoto ha dichiarato scherzosamente su Twitter di voler vincere il Premio Nobel per la Letteratura ed è particolarmente apprezzata in molti paesi del globo.
Inoltre Banana ha vinto la 39ª edizione del Best Newcomer Artists nell'agosto 1988 per Kitchen e Utakata/Sankuchuari. Nel marzo del 1989 Tsugumi vinse il 2nd Yamamoto Shugoro Literary Prize, mentre nel 1994 il suo primo libro di maggiore mole, Amrita, conquistò il premio Murasakishikibu.
I suoi lavori consistono in quindici romanzi e sette collezioni di scritti (che includono Pineapple Pudding e Song From Banana) e hanno venduto più di sei milioni di copie in tutto il mondo. Fra i temi preferiti ci sono l'amore e l'amicizia, la potenza della casa e della famiglia e gli effetti della perdita sull'animo umano.

## Vita privata
Banana è molto riservata per quanto riguarda la sua vita privata, molto poco si conosce del marito musicista Hiroyoshi Tahata e del figlio Manachinko, nato nel 2003. Al contrario, parla molto della sua scrittura. Ogni giorno si prende almeno mezz'ora per scrivere al computer, dicendo "tendo a sentirmi colpevole perché scrivo queste storie quasi per divertimento". Tiene un giornale on-line per i suoi lettori anglofoni.
È noto il suo legame particolare con l'Italia, che ama e apprezza. È infatti in italiano che viene tradotto per la prima volta Kitchen. Le sue opere sono tradotte da Giorgio Amitrano, Alessandro Giovanni Gerevini e Gala Maria Follaco.
Le opere di Yoshimoto vengono spesso paragonate ai manga, per le situazioni descritte e per i loro protagonisti.
Tra le sue amicizie rientra Kyoko Okazaki, famosa autrice di shōjo, genere di manga di grande successo nei primi anni novanta.
Banana Yoshimoto è una sostenitrice dei diritti LGBT. Nei suoi romanzi, c'è una grande presenza di personaggi appartenenti alla comunità.

## Opere

### Romanzi
- Kitchen (キッチン?, Kicchin), 1988

Kitchen, Milano, Feltrinelli, 1991. ISBN 88-07-70014-X.
- Kanashii yokan (哀しい予感?), 1988

Presagio triste, Milano, Feltrinelli, 2003. ISBN 88-07-84022-7.
- Shirakawa yofune (白河夜船?), 1989

Sonno profondo, Milano, Feltrinelli, 1994. ISBN 88-07-70047-6.
- Tsugumi, 1989

Tsugumi, Milano, Feltrinelli, 1994. ISBN 88-07-81294-0.
- Utakata/Sankuchuari (うたかた/サンクチュアリ?), 1989
- N・P, 1990

N.P., Milano, Feltrinelli, 1992. ISBN 88-07-70033-6.
- Tokage (とかげ?), 1993

Lucertola, Milano, Feltrinelli, 1995. ISBN 88-07-70066-2.
- Amrita (アムリタ?, Amurita), 1994

Amrita, Milano, Feltrinelli, 1997. ISBN 88-07-70090-5.
- Marika no nagai yoru/Bari yume nikki (マリカの永い夜・バリ夢日記?), 1994
- Hachiko no saigo no koibito (ハチ公の最後の恋人?), 1994

L'ultima amante di Hachiko, Milano, Feltrinelli, 1999. ISBN 88-07-81549-4.
- SLY sekai no tabi 2 (SLY 世界の旅2?), 1996

Sly, Milano, Feltrinelli, 1998. ISBN 88-07-70103-0.
- Honeymoon (ハネムーン?, Hanemun), 1997

Honeymoon, Milano, Feltrinelli, 2000. ISBN 88-07-70117-0.
- Hardboiled/Hardluck (ハードボイルド/ハードラック?, Hadoboirudo/Hadorakku), 1999

H/H, Milano, Feltrinelli, 2001. ISBN 88-07-70136-7.
- Occult (Yoshimoto Banana jisen senshū) (オカルト (吉本ばなな自選選集 1?), 2000
- Love (Yoshimoto Banana jisen senshū) (ラブ (吉本ばなな自選選集 2?), 2000
- Karada wa zembu shitte iru (体は全部知っている?), 2000

Il corpo sa tutto, Milano, Feltrinelli, 2004. ISBN 88-07-70157-X.
- Furin to Nanbei sekai no tabi 3 (不倫と南米 世界の旅3?), 2000

La piccola Ombra, Milano, Feltrinelli, 2002. ISBN 88-07-70143-X.
- Hina kiku no jinsei (ひな菊の人生?), 2000
- Death (Yoshimoto Banana jisen senshū) (デス (吉本ばなな自選選集 3?), 2001
- Life (Yoshimoto Banana jisen senshū) (ライフ (吉本ばなな自選選集 4?), 2001
- Ōkoku sono 1 - Andromeda Heights  (王国 その1 アンドロメダ・ハイツ?, Ōkoku sono 1 Andoromeda haitsu), 2002

Andromeda Heights. Il Regno - Vol.1, Milano, Feltrinelli, 2014. ISBN 978-88-07-03091-8.
- Niji (虹?), 2002

Arcobaleno, Milano, Feltrinelli, 2003. ISBN 88-07-70151-0.
- Argentine Hag (アルゼンチンババア?, Aruzenchin babaa), 2002
- Moonlight Shadow (?), 2003 (pubblicato in Italia in Kitchen)
- Hagoromo (ハゴロモ?), 2003

L'abito di piume, Milano, Feltrinelli, 2005. ISBN 88-07-70165-0.
- Deddoendo no omoide (デッドエンドの思い出?), 2003

Ricordi di un vicolo cieco, Milano, Feltrinelli, 2006. ISBN 88-07-70177-4.
- Nankurunai (なんくるない?), 2004
- High and dry (hatsukoi) (High and dry (はつ恋?), 2004

High & Dry. Primo amore, Milano, Feltrinelli, 2011. ISBN 978-88-07-01850-3.
- Umi no futa (海のふた?), 2004

Il coperchio del mare, Milano, Feltrinelli, 2007. ISBN 978-88-07-70189-4.
- Ōkoku sono 2 - Itami, ushinawareta mono no kage soshite mahō (王国 その2 痛み、失われたものの影、そして魔法?), 2004

Il dolore, le ombre, la magia. Il Regno - Vol. 2, Milano, Feltrinelli, 2014. ISBN 978-88-588-1941-8.
- Ōkoku sono 3 - Himitsu no hanazono (王国 その3 ひみつの花園?), 2005

Il giardino segreto. Il Regno - Vol. 3, Milano, Feltrinelli, 2016. ISBN 978-88-07-03185-4.
- Mizūmi (みずうみ?), 2005

Il lago, Milano, Feltrinelli, 2015. ISBN 978-88-07-03138-0
- Iruka (イルカ?), 2006

Delfini, Milano, Feltrinelli, 2010. ISBN 978-88-07-70207-5.
- Hitokage (ひとかげ?), 2006
- Chie-chan to watashi (チエちゃんと私?), 2007

Chie-chan e io, Milano, Feltrinelli, 2008. ISBN 978-88-07-70196-2.
- Maboroshi Hawaii (まぼろしハワイ?), 2007
- South Point (サウスポイント?, Sausu Pointo), 2008
- Kanojo ni tsuite (彼女について?), 2008

A proposito di lei, Milano, Feltrinelli, 2013. ISBN 978-88-07-03041-3.
- Moshi moshi shimokitazawa (もしもし下北沢?), 2010

Moshi moshi, Milano, Feltrinelli, 2012. ISBN 978-88-07-01902-9.
- Donguri shimai (どんぐり姉妹?), 2010

Le sorelle Donguri, Milano, Feltrinelli, 2018. ISBN 978-8807032943
- Another World - Ōkoku sono 4 (アナザー・ワールド 王国 その4?, Anazā Wārudo - Ōkoku sono 4), 2010

Another World. Il Regno - Vol. 4, Milano, Feltrinelli, 2017. ISBN 978-88-07-03241-7.
- Jū jū (ジュージュー?), 2011
- Sweet Hereafter (スウィート・ヒアアフター?, Suwīto Hiaafuta), 2011

Il dolce domani, Milano, Feltrinelli, 2020. ISBN 978-88-07-03398-8.
- A night with Saki and friends (さきちゃんたちの夜?), 2013
- Hostess bar stumble (スナックちどり?), 2013
- Shall We Love? (僕たち、恋愛しようか??), 2013
- Hanano beddo de hirune shite (花のベッドでひるねして?), 2013

Su un letto di fiori, Milano, Feltrinelli, 2021. ISBN 978-88-07-03458-9.
- Birds (鳥たち?), 2014
- Circus night (サーカスナイト?), 2015
- Funafuna Funabashi (ふなふな船橋?), 2015
- 下北沢について (?), 2016
- 吹上奇譚 第一話 ミミとこだち (?), 2017

Le strane storie di Fukiage, Milano, Feltrinelli, 2022. ISBN 9788807035173.
- 吹上奇譚 第二話 どんぶり (?), 2019

Ciotole di riso. Le strane storie di Fukiage. Vol. 2, Milano, Feltrinelli, 2023. ISBN 9788807035500.
- 吹上奇譚 第三話 ざしきわらし (?), 2020 Lo spirito bambino. Le strane storie di Fukiage. Vol. 3, Milano, Feltrinelli, 2024. ISBN 9788807036101.
- 吹上奇譚 第四話 ミモザ (?), 2022

### Saggi
- Un viaggio chiamato vita (Jinsei no tabi wo yuku (人生の旅をゆく?)), 2006
- Che significa diventare adulti?, Milano, Feltrinelli, 2024

## Filmografia

### Soggetto
- Kitchen (キッチン?, Kicchin), regia di Yoshimitsu Morita (1989), tratto da Kitchen
- Tsugumi, regia di Jun Ichikawa (1990), tratto da Tsugumi
- Wo ai chu fang (我愛廚房), regia di Yim Ho (1997), tratto da Kitchen
- Argentine Hag (アルゼンチンババア?, Aruzenchin babaa), regia di Naoki Nagao (2007), tratto da Argentine Hag

## Opere in italiano su Banana Yoshimoto
- Giorgio Amitrano, Il mondo di Banana Yoshimoto, Milano, Feltrinelli, 1999. ISBN 88-07-33071-7; 2007. ISBN 978-88-07-84081-4.
- Barbara Buganza, In cucina con Banana Yoshimoto. L'amore, l'amicizia, la morte, la solitudine nel cibo, Torino, Il leone verde, 2003. ISBN 88-87139-53-9.